# Озалан, Алпай
Алпа́й Фехми́ Озала́н (тур. Alpay Fehmi Özalan; род. 29 мая 1973[…], Измир) — турецкий футболист, выступавший на позиции защитника. Бронзовый призёр Чемпионата мира 2002 и Кубка конфедераций 2003 в составе сборной Турции.

## Клубная карьера

### Ранние годы
Алпай начал свою карьеру в 1992 году в клубе «Алтай».
В 1993 году подписал контракт со стамбульским «Бешикташем». Установил рекорд турецкой суперлиги, заработав три красные карточки в течение шести месяцев. Всего за «Бешикташ» сыграл 148 матчей в чемпионате, и 9 матчей в Кубке страны.
В 1999 году был первоначально куплен «Сиирт Жетапспором», затем отдан в аренду «Фенербахче». В своем единственном сезоне в «Фенербахче», сыграл 29 матчей, забил три мяча.

### «Астон Вилла»
После яркого выступления за национальную сборную на Евро-2000 подписал контракт с клубом английской премьер-лиги «Астон Вилла». Провёл отличный дебютный сезон в Бирмингеме, став одним из лидеров клуба. Его игра привлекла интерес со стороны лондонского «Арсенала» и «Ньюкасл Юнайтед». После перехода в «Астон Виллу» в 2001 году игрока национальной сборной Швеции Улофа Мельберга они составили надёжный тандем центральных защитников. Однако их связка играла недолго, так как Алпай в одной из игр повредил себе лодыжку и пропустил оставшуюся часть сезона. Восстановился как раз к лету 2002 года в преддверии чемпионата мира по футболу. На чемпионате показал физическую силу, видение поля и решительность, став одним из лучших игроков турецкой обороны. Команда Турции заняла третье место в турнире, а Алпай был избран в символическую сборную чемпионата.
Игра на чемпионате мира привлекла к нему интерес грандов европейского футбола, им интересовалась «Барселона» и «Интернационале». Однако главный тренер «Астон Виллы» Грэм Тейлор заявил, что отказывается его продавать, после чего игра Алпая увяла и он перестал показывать свою прежнюю игру. Средства массовой информации после замечаний, сделанных Грэмом Тейлором, пришли к мнению что фигура Алпая стала крайне непопулярной в клубе. Большую часть сезона 2002/03 он провёл на скамейке запасных, хотя легендарный вратарь Петер Шмейхель защищал его а своей статье в газете «The Times».

 То, что произошло после чемпионата мира, когда он был вытеснен из состава Грэма Тейлора, для меня стало шоком. Я знаю Алпая, но в клубе присутствует много политики, и карьеру Алпая привязывали к крупным суммам. Тейлор просто не был заинтересованы в игроке с большей репутацией, чем он сам.
Вернулся в состав в начале сезона 2003/04. В своей первой домашней игре против «Чарльтон Атлетик», он был освистан собственными поклонниками, которые считали, что он ходит пешком по полю. Однако он забил первый гол в этой игре. Реагируя на действия болельщиков, празднуя забитый мяч, он приложил указательный палец к губам, призывая фанатов успокоиться. Его рейтинг снова упал в связи с гневной реакцией клуба. Защитник стал приоритетным на уход из клуба в конце 2003 года, после стычки с Дэвидом Бекхэмом во время отборочного матча Евро-2004 в Стамбуле. Впервые он столкнулся с капитаном сборной Англии после первого тайма после промаха с пенальти, когда он грубо сфолил на звезде мадридского «Реала», оставив тот эпизод на усмотрение судьи. Также после первого тайма он нажал пальцем на лицо Дэвида Бекхэма, после того как все игроки устроили драку в подтрибунных помещениях. В связи с резкой и гневной реакцией в Англии, Алпай был вынужден разорвать контракт с «Астон Виллой».

### «Инчхон Юнайтед»
Немецкие «Вердер» из Бремена, «Гамбург», мёнхенгладбахская «Боруссия» и «Герта», а также итальянская «Болонья» хотели подписать турецкого защитника. Однако после закрытия европейского трансферного окна он не захотел ждать нового и решил переехать в корейскую K-Лигу, где играл в клубе «Инчхон Юнайтед», подписав с ним контракт в 2004 году.

### «Урава Ред Даймондс»
Проведя менее шести месяцев в Южной Корее, переехал в японскую Джей-лигу в клуб «Урава Ред Даймондс». В свой первый сезон с «Урава Ред Даймондс», он был награждён как лучший защитник года. Следующий сезон для него оказался катастрофой: он получил три красные карточки в семи матчах. Японский клуб аннулировал свой контракт из-за этих дисциплинарных проблем.

### «Кёльн»
В 2005 году подписал годичный контракт с клубом немецкой Бундеслиги «Кёльн». Переход в европейский клуб вернул его в национальную команду. Появились предложения от клубов, которые хотели видеть игрока в своих рядах: английские «Манчестер Сити» и «Портсмут», шотландский «Селтик», а также турецкие «Галатасарай» и «Бешикташ». Однако он остался лояльным «Кёльну», заявив, что его решение зависит от счастья его семьи в Германии. После долгих споров он всё-таки остался вне сборной и играл в Германии до истечения контракта в конце сезона 2007/08.

## Национальная сборная
В национальной сборной Турции играл с 1995 по 2005 годы, за это время провёл 98 матчей, в которых забил 4 мяча, три из которых забил в ворота сборной Македонии 6 июня 2001 года, оформив хет-трик во время отборочного матча к ЧМ-2002.
Призывался в сборную Турции для участия в крупных международных турнирах, среди которых два чемпионата Европы: 1996 и 2000 годов, а также чемпионате мира 2002 и Кубка конфедераций 2003. Его последний матч за сборную состоялся в 2005 году в матче ответной стыковой игры к чемпионату мира 2006 года против Швейцарии в Стамбуле, в результате которой турки не поехали на предстоящий мундиаль, несмотря на домашнюю победу со счётом 4:2. В том матче Алпай был вовлечен в драку в конце игры и дисквалифицирован на шесть матчей.

## Политическая карьера
В 2018 году вступил в партию справедливости и развития, и на прошедших в июне 2018 года парламентских выборах был избран от неё в Великое национальное собрание.

## Достижения
- Бешикташ
  - Чемпион Турции: 1994/95
  - Обладатель Кубка Турции: 1994, 1998
- Урава Ред Даймондс
  - Обладатель Кубка Японии: 2005
- Турция
  - Четвертьфинал ЧЕ-2000
  - Бронзовый призёр ЧМ-2002
  - Бронзовый призёр КК-2003
- Личные
  - ЧМ-2002: игрок символической сборной
  - Джей-лига: Защитник года — 2004

## Голы за сборную
Голы за сборную показаны первыми
| Дата        | Место   | Соперник  | Голы   | Результат | Турнир                      |
| ----------- | ------- | --------- | ------ | --------- | --------------------------- |
| 4 июня 1995 | Торонто | Канада    | 1 гол  | 3:1       | Товарищеский матч           |
| 6 июня 2001 | Бурса   | Македония | 3 гола | 3:3       | ЧМ-2006 (отборочный турнир) |

## Стиль игры
Являлся высоким, физически крепким и жёстким игроком, чаще всего играл на позиции центрального защитника. Был прекрасным организатором атак, а также славился игрой на втором этаже.